# Liviu Minda
Liviu Minda (* 12. März 1929 in Ciocova, Kreis Timiș) ist ein ehemaliger rumänischer Politiker der Rumänischen Kommunistischen Partei PCR (Partidul Comunist Român) und Diplomat, der unter anderem von 1984 bis 1986 Botschafter in der Volksrepublik Bulgarien war.

## Leben
Liviu Minda begann 1952 ein Studium an der Fakultät für Elektrotechnik des Polytechnischen Instituts Bukarest, welches er 1957 als Elektroingenieur beendete. Nach Abschluss seines Studiums begann er 1957 seine berufliche Laufbahn als Ingenieur im Wärmekraftwerk Târnăveni und war dort bis 1960 tätig. Im Anschluss war er zwischen 1960 und 1964 Leitender Ingenieur der Kommunalbetriebe von Timișoara und wurde im September 1961 Mitglied der damaligen Rumänischen Arbeiterpartei PMR (Partidul Muncitoresc Român). Nachdem er von 1964 bis 1966 Leiter der Wirtschaftskommission von Timișoara war, absolvierte er zwischen September 1966 und Juni 1967 ein postgraduales Studium an der Akademie für Sozial- und Politikwissenschaften „Ștefan Gheorghiu“ und war im Anschluss von Juni 1967 bis Oktober 1968 Sekretär für Wirtschaft des Parteikomitees von Timișoara. Daraufhin fungierte er von Oktober 1968 bis 1971 als Direktor für wissenschaftliche Organisation von Produktion und Arbeit im Kreis Timiș und wurde danach 1971 erneut Sekretär für Wirtschaft des Parteikomitees von Timișoara.´
Am 28. März 1978 übernahm Minda den Posten als Erster Vizepräsident des Exekutivkomitees des Volksrates im Kreis Timiș und hatte diesen bis zum 4. August 1984 inne. Auf dem Zwölften Parteitag der PCR (19. bis 23. November 1979) wurde er Kandidat des ZK der PCR und behielt diese Funktion bis zum Dreizehnten Parteitag der PCR (19. bis 22. November 1984). Am 4. August 1984 wurde er als Nachfolger von Gheorghe Cioară außerordentlicher und bevollmächtigter Botschafter in der Volksrepublik Bulgarien und verblieb auf diesem diplomatischen Posten in Sofia bis zum 30. August 1986, woraufhin Vasile Pungan ihn ablöste. Zuletzt wurde er im Dezember 1986 Chefinspekteur der Inspektion für Preiskontrolle im Kreis Timiș und bekleidete das Amt bis zum Zusammenbruch des Kommunismus im Zuge der Rumänischen Revolution am 22. Dezember 1989.